# Ormari Romero
Ormari Romero (enligt vissa källor Osmani Romero), född den 22 februari 1968 i Santiago de Cuba, är en kubansk före detta basebollspelare som tog guld för Kuba vid olympiska sommarspelen 1996 i Atlanta.
Romero representerade Kuba i World Baseball Classic 2006, där Kuba kom tvåa. Han startade tre matcher, varav han vann två och förlorade en, och hade en earned run average (ERA) på 4,15 och nio strikeouts.